# Амантаева, Фания Галимьяновна
Фания Галимьяновна Амантаева (26 января 1961, Кабаково, Кармаскалинский район, Башкирская АССР, СССР) — советская, российская танцовщица. Народная артистка Республики Башкортостан (1997). Заслуженная артистка Башкирской АССР (1989) .

## Биография
Родилась 26 января 1961 года в селе Кабаково Кармаскалинского района Башкирской АССР. С детства любила танцевать.
В 1980 году окончила хореографическую студию при Государственном ансамбле народного танца Башкирской АССР Башгосфилармонии.
В 1981—2003 годах была солисткой Башкирского государственного ансамбля народного танца имени Файзи Гаскарова.
Творчество Фании Амантаевой характеризуется ярко выраженным драматическим началом, экспрессивной пластикой, отточенностью танцевальной техники. Солировала в танцах «Гульназира», «Жених», «Зарифа», «Яҙғы ташҡын» («Весенний поток»), «Шаян ҡыҙҙар» («Проказницы»), «Ҡороҡсолар» («Укротители»).
В 1990—1991 годах — артистка балета в концертном коллективе концерна «Восток», в 1991—1992 годах — артистка балета в концертном коллективе «Мунсак».
С 1992 года — солистка Башкирского государственного ансамбля народного танца имени Файзи Гаскарова, побывала с гастролями в Москве, Ленинграде, Казани и т. д., а также за рубежом — во Франции, Испании, Италии и др. странах.
После завершения выступлений стала хореографом Образцового ансамбля народного танца «Идель» (Уфа), в котором занимаются более 250 детей в возрасте от 3 до 17 лет. Детский коллектив — лауреат многих всероссийских и международных конкурсов и фестивалей.
Народная артистка Республики Башкортостан (1997). Заслуженный артист Башкирской АССР (1989). Лауреат Всероссийского конкурса исполнителей сольного народного танца (Самара, 1993).